# Mistrovství Evropy ve fotbale 2016
Mistrovství Evropy ve fotbale 2016  se konalo od 10. června do 10. července 2016 v deseti francouzských městech. Turnaj, o jehož 23 účastnických míst (zbývající místo měla jakožto pořadatelská země zaručeno Francie) v kvalifikaci, probíhající mezi 7. zářím 2014 a 17. listopadem 2015, usilovalo 53 členských zemí UEFA, se konal od 10. června do 10. července 2016 v deseti francouzských městech.
Do historie se šampionát jako výjimečný zapsal už před svým začátkem, a to rozšířením počtu účastníků z 16 na 24 a taktéž novým formátem vyřazovací fáze, který oproti předcházejícím ročníkům disponoval 16 namísto 8 místy; postup do ní si kromě prvních dvou týmů základních skupin vybojovaly i čtyři nejlepší celky na třetích místech. Vítěz mistrovství se kvalifikoval na následující Konfederační pohár FIFA.
Mistrem Evropy se poprvé v historii stal portugalský národní tým, který do turnaje vzhledem k výkonům v kvalifikaci a postavení v žebříčku zemí FIFA nevstoupil nikterak přesvědčivě. Ve všech třech zápasech ve skupině, do níž byl nasazen nejvýše, remizoval, a do vyřazovací části postoupil mezi čtveřicí jejích v základních skupinách nejhorších účastníků. V dalším průběhu šampionátu se tým, ve své vlasti přezdívaný A Seleção das Quinas, prezentoval především dobrou defenzivní hrou. Ve čtyřech zápasech play-off Portugalci dostali pouze jeden gól.
Vedle šampionů z jihozápadní části Pyrenejského poloostrova velmi dobrých výsledků na mistrovství dosáhly také výběry Islandu, Maďarska a Walesu, jež patřily mezi sedm do turnaje nejníže nasazených týmů; týmy Islandu a Walesu přitom byly nováčky Mistrovství Evropy.
Mezi další zajímavosti patří, že osmifinále mistrovství se zúčastnily čtyři země z Britských ostrovů, nebo že na turnaji vůbec nestartovaly reprezentace Dánska, Nizozemska a Řecka, které všechny už jeden titul mistrů Evropy měly.
Ve čtvrtfinálovém utkání mezi Německem a Itálií byl vyrovnán rekord ze zápasu o bronz mezi Československem a Itálií z Mistrovství Evropy ve fotbale 1980 v počtu zahrávaných pokutových kopů v penaltovém rozstřelu — každému z týmů byl v předmětném rozstřelu míč na značku pokutového kopu postaven devětkrát (celkem tedy došlo k osmnácti kopům). Bez zajímavosti není ani to, že nejlepší střelec šampionátu, Francouz Antoine Griezmann, který na turnaji zaznamenal 6 přesných zásahů, tabulku střelců ovládl s 3gólovým předstihem. To se naposledy podařilo Nizozemci Marcu van Bastenovi na Mistrovství 1988.

## Kandidáti na pořadatelství
Dne 9. března 2009 vypršela lhůta, během které se mohly podávat nabídky na pořádání turnaje. Do té doby obdržela UEFA čtyři: od Francie, Itálie, Turecka a společnou od Norska se Švédskem. Norsko a Švédsko však svou nabídku v prosinci 2009 stáhly kvůli nedostatku politické podpory v obou zemích.[zdroj?] Dne 28. května 2010 byla za pořadatele zvolena Francie.
| Výsledky hlasovaní | Výsledky hlasovaní | Výsledky hlasovaní |
| Země               | Hlasů              | Hlasů              |
| Země               | 1. kolo            | 2. kolo            |
| ------------------ | ------------------ | ------------------ |
| Francie            | 43                 | 7                  |
| Turecko            | 38                 | 6                  |
| Itálie             | 23                 |                    |

## Kvalifikace
53 účastníků kvalifikace bylo 23. února 2014 rozlosováno do osmi skupin po šesti týmech a jedné s pěti týmy. Ve skupinách se utkal každý s každým dvoukolově (doma a venku). První dva týmy z každé skupiny postoupily na turnaj přímo. Z týmů ze třetích míst byl sestaven žebříček, do kterého se nezapočítaly zápasy s šestým týmem z dané skupiny, aby nebyla pětičlenná skupina znevýhodněna. Nejlepší tým z tohoto žebříčku postoupil také přímo, ostatní sehrály baráž o zbylá čtyři místa na závěrečném turnaji.

### Kvalifikované týmy

Kvalifikace na Mistrovství Evropy ve fotbale 2016
Kvalifikované země
Nekvalifikované země

| Země          | Kvalifikace                      | Datum postupu      | Předchozí účast na ME                                                 |
| ------------- | -------------------------------- | ------------------ | --------------------------------------------------------------------- |
| Francie       | pořadatel                        | 28. květen 2010    | 8 (1960, 1984, 1992, 1996, 2000, 2004, 2008, 2012)                    |
| Anglie        | postup ze skupiny E (z 1. místa) | 5. září 2015       | 8 (1968, 1980, 1988, 1992, 1996, 2000, 2004, 2012)                    |
| Česko         | postup ze skupiny A (z 1. místa) | 6. září 2015       | 8 (1960, 1976, 1980, 1996, 2000, 2004, 2008, 2012)                    |
| Island        | postup ze skupiny A (z 2. místa) | 6. září 2015       | 0                                                                     |
| Rakousko      | postup ze skupiny G (z 1. místa) | 8. září 2015       | 1 (2008)                                                              |
| Severní Irsko | postup ze skupiny F (z 1. místa) | 8. října 2015      | 0                                                                     |
| Portugalsko   | postup ze skupiny I (z 1. místa) | 8. října 2015      | 6 (1984, 1996, 2000, 2004, 2008, 2012)                                |
| Španělsko     | postup ze skupiny C (z 1. místa) | 9. října 2015      | 9 (1964, 1980, 1984, 1988, 1996, 2000, 2004, 2008, 2012)              |
| Švýcarsko     | postup ze skupiny E (z 2. místa) | 9. října 2015      | 3 (1996, 2004, 2008)                                                  |
| Itálie        | postup ze skupiny H (z 1. místa) | 10. října 2015     | 8 (1968, 1980, 1988, 1996, 2000, 2004, 2008, 2012)                    |
| Belgie        | postup ze skupiny B (z 1. místa) | 10. října 2015     | 4 (1972, 1980, 1982, 2000)                                            |
| Wales         | postup ze skupiny B (z 2. místa) | 10. října 2015     | 0                                                                     |
| Rumunsko      | postup ze skupiny F (z 2. místa) | 11. října 2015     | 4 (1984, 1996, 2000, 2008)                                            |
| Albánie       | postup ze skupiny I (z 2. místa) | 11. října 2015     | 0                                                                     |
| Německo       | postup ze skupiny D (z 1. místa) | 11. října 2015     | 11 (1972, 1976, 1980, 1984, 1988, 1992, 1996, 2000, 2004, 2008, 2012) |
| Polsko        | postup ze skupiny D (z 2. místa) | 11. října 2015     | 2 (2008, 2012)                                                        |
| Rusko         | postup ze skupiny G (z 2. místa) | 12. října 2015     | 10 (1960, 1964, 1968, 1972, 1988, 1992, 1996, 2004, 2008, 2012)       |
| Slovensko     | postup ze skupiny C (z 2. místa) | 12. října 2015     | 3 (1960, 1976, 1980)                                                  |
| Chorvatsko    | postup ze skupiny H (z 2. místa) | 13. října 2015     | 4 (1996, 2004, 2008, 2012)                                            |
| Turecko       | postup ze skupiny A (z 3. místa) | 13. října 2015     | 3 (1996, 2000, 2008)                                                  |
| Maďarsko      | postup z baráže                  | 15. listopadu 2015 | 2 (1964, 1972)                                                        |
| Irsko         | postup z baráže                  | 16. listopadu 2015 | 2 (1988, 2012)                                                        |
| Švédsko       | postup z baráže                  | 17. listopadu 2015 | 5 (1992, 2000, 2004, 2008, 2012)                                      |
| Ukrajina      | postup z baráže                  | 17. listopadu 2015 | 1 (2012)                                                              |

## Herní formát
Všech 23 týmů, které se kvalifikovaly na závěrečný turnaj, bylo společně s týmem pořadatelské země rozlosováno 12. prosince 2015 v 18.00 hodin SEČ do šesti skupin po čtyřech týmech. Ve skupinách se utkal každý s každým. Do osmifinále playoff postoupily první dva týmy z každé skupiny a navíc nejlepší čtveřice týmů na třetích místech skupin. Pavouk play-off byl sestaven podle pravidla pro vytvoření pavouka play off se 16 týmy, které postoupily ze šesti skupin na fotbalových mistrovstvích.
Díky tomuto novému formátu se odehrálo celkem 51 zápasů a turnaj se hrál 29 až 31 dnů (v závislosti na rozpisu). Stejný herní systém byl použit také na mistrovstvích světa mezi lety 1986 a 1994.

### Kritéria pro postup ze základních skupin
Uspořádání celků, jež po uzavření skupiny získaly shodný počet bodů, bylo ustaveno na základě následujících kritérií:
1. výsledky vzájemných zápasů
2. rozdíl ve skóre ze vzájemných zápasů
3. vyšší počet vstřelených gólů ve vzájemných zápasech
4. rozdíl ve skóre ze všech zápasů ve skupině
5. vyšší počet vstřelených gólů v celé skupině
6. pokud budou body 1–5 shodné jen pro 2 mužstva, která se střetnou v posledním kole základních skupin, bude po jejich zápase následovat penaltový rozstřel
7. žebříček fair play, postupuje slušnější tým, přičemž platí: 1 bod za žlutou kartu, 3 body za červenou kartu (i po dvou žlutých), 4 body za žlutou plus poté přímou červenou kartu
8. vyšší umístění mužstva v žebříčku UEFA

Pro postup ze třetích míst (4 nejlepší týmy ze 6) byla rozhodující tato kritéria:
1. vyšší počet bodů
2. rozdíl ve skóre
3. vyšší počet vstřelených gólů
4. žebříček fair play
5. umístění reprezentace v žebříčku UEFA

## Stadiony
| Saint-Denis                      | Marseille | Lyon                                  | Lille                            |
| -------------------------------- | --- | ------------------------------------- | -------------------------------- |
| Stade de France                  | Stade Vélodrome                                                                                              | Parc Olympique Lyonnais               | Stade Pierre-Mauroy              |
| 48°55′28″ s. š., 2°21′36″ v. d.  | 43°16′11″ s. š., 5°23′45″ v. d.                                                                              | 45°45′56″ s. š., 4°58′52″ v. d.       | 50°36′43″ s. š., 3°7′50″ v. d.   |
| Kapacita: 81 338                 | Kapacita: 67 500 (zmodernizován)                                                                             | Kapacita: 58 215 (nový stadion)       | Kapacita: 50 186 (nový stadion)  |
|                                  | |                                       |                                  |
|                                  | Saint-Denis Paříž Lens Lyon Bordeaux Lille Saint-Étienne Toulouse Marseille Nice Stadiony ME ve fotbale 2016 |                                       |                                  |
| Paříž                            | Bordeaux |                                       |                                  |
| Parc des Princes                 | Nouveau stade de Bordeaux                                                                                    |                                       |                                  |
| 48°50′29″ s. š., 2°15′11″ v. d.  | 44°53′50″ s. š., 0°33′43″ z. d.                                                                              |                                       |                                  |
| Kapacita: 47 000 (zmodernizován) | Kapacita: 42 052 (nový stadion)                                                                              |                                       |                                  |
|                                  | |                                       |                                  |
|                                  | |                                       |                                  |
| Saint-Étienne                    | Nice | Lens                                  | Toulouse                         |
| Stade Geoffroy-Guichard          | Allianz Riviera                                                                                              | Stade Bollaert-Delelis                | Stadium municipal de Toulouse    |
| 45°27′39″ s. š., 4°23′24″ v. d.  | 43°42′25″ s. š., 7°11′40″ v. d.                                                                              | 50°25′58,26″ s. š., 2°48′53,47″ v. d. | 43°34′59″ s. š., 1°26′3″ v. d.   |
| Kapacita: 41 965 (zmodernizován) | Kapacita: 35 624 (nový stadion)                                                                              | Kapacita: 38 223 (zmodernizován)      | Kapacita: 33 300 (zmodernizován) |
|                                  | |                                       |                                  |

## Soupisky
| Skupina A                     | Skupina B                     | Skupina C                         | Skupina D                      | Skupina E                   | Skupina F                       |
| ----------------------------- | ----------------------------- | --------------------------------- | ------------------------------ | --------------------------- | ------------------------------- |
| Francie (soupiska) UEFA zde   | Anglie (soupiska) UEFA zde    | Německo (soupiska) UEFA zde       | Chorvatsko (soupiska) UEFA zde | Belgie (soupiska) UEFA zde  | Portugalsko (soupiska) UEFA zde |
| Rumunsko (soupiska) UEFA zde  | Rusko (soupiska) UEFA zde     | Ukrajina (soupiska) UEFA zde      | Česko (soupiska) UEFA zde      | Itálie (soupiska) UEFA zde  | Island (soupiska) UEFA zde      |
| Albánie (soupiska) UEFA zde   | Slovensko (soupiska) UEFA zde | Polsko (soupiska) UEFA zde        | Španělsko (soupiska) UEFA zde  | Irsko (soupiska) UEFA zde   | Rakousko (soupiska) UEFA zde    |
| Švýcarsko (soupiska) UEFA zde | Wales (soupiska) UEFA zde     | Severní Irsko (soupiska) UEFA zde | Turecko (soupiska) UEFA zde    | Švédsko (soupiska) UEFA zde | Maďarsko (soupiska) UEFA zde    |

## Zápasy
Všechny časy zápasů jsou uvedeny ve středoevropském letním čase (UTC +2).

### Skupinová fáze
| Vysvětlivky                                                         |
| ------------------------------------------------------------------- |
| Týmy na prvních dvou místech postupují do osmifinále                |
| Čtyři nejlépe umístěné týmy ze třetích míst postupují do osmifinále |
| Vítěz zápasu je tučně zvýrazněn                                     |

#### Skupina A
| Tým       | Z | V | R | P | VG | IG | +/- | B |
| --------- | - | - | - | - | -- | -- | --- | - |
| Francie   | 3 | 2 | 1 | 0 | 4  | 1  | +3  | 7 |
| Švýcarsko | 3 | 1 | 2 | 0 | 2  | 1  | +1  | 5 |
| Albánie   | 3 | 1 | 0 | 2 | 1  | 3  | −2  | 3 |
| Rumunsko  | 3 | 0 | 1 | 2 | 2  | 4  | −2  | 1 |

| 10. června 2016 21:00 |        |                   |                                                                     |
| Francie               | 2 : 1  | Rumunsko          | Stade de France, Saint-Denis diváci: 75 113 rozhodčí: Viktor Kassai |
| Giroud 57' Payet 89'  | Report | Stancu 65' (pen.) | Stade de France, Saint-Denis diváci: 75 113 rozhodčí: Viktor Kassai |

| 11. června 2016 15:00 |        |           |                                                                               |
| Albánie               | 0 : 1  | Švýcarsko | Stade Bollaert-Delelis, Lens diváci: 33 805 rozhodčí: Carlos Velasco Carballo |
|                       | Report | Schär 5'  | Stade Bollaert-Delelis, Lens diváci: 33 805 rozhodčí: Carlos Velasco Carballo |

| 15. června 2016 18:00 |        |             |                                                                  |
| Rumunsko              | 1 : 1  | Švýcarsko   | Parc des Princes, Paříž diváci: 43 576 rozhodčí: Sergej Karasjov |
| Stancu 18' (pen.)     | Report | Mehmedi 57' | Parc des Princes, Paříž diváci: 43 576 rozhodčí: Sergej Karasjov |

| 15. června 2016 21:00     |        |         |                                                                    |
| Francie                   | 2 : 0  | Albánie | Stade Vélodrome, Marseille diváci: 63 670 rozhodčí: William Collum |
| Griezmann 90' Payet 90+6' | Report |         | Stade Vélodrome, Marseille diváci: 63 670 rozhodčí: William Collum |

| 19. června 2016 21:00 |        |            |                                                                  |
| Rumunsko              | 0 : 1  | Albánie    | Stade des Lumières, Lyon diváci: 49 752 rozhodčí: Pavel Královec |
|                       | Report | Sadiku 43' | Stade des Lumières, Lyon diváci: 49 752 rozhodčí: Pavel Královec |

| 19. června 2016 21:00 |        |         |                                                                   |
| Švýcarsko             | 0 : 0  | Francie | Stade Pierre-Mauroy, Lille diváci: 45 615 rozhodčí: Damir Skomina |
|                       | Report |         | Stade Pierre-Mauroy, Lille diváci: 45 615 rozhodčí: Damir Skomina |

#### Skupina B
| Tým       | Z | V | R | P | VG | IG | +/- | B |
| --------- | - | - | - | - | -- | -- | --- | - |
| Wales     | 3 | 2 | 0 | 1 | 6  | 3  | +3  | 6 |
| Anglie    | 3 | 1 | 2 | 0 | 3  | 2  | +1  | 5 |
| Slovensko | 3 | 1 | 1 | 1 | 3  | 3  | 0   | 4 |
| Rusko     | 3 | 0 | 1 | 2 | 2  | 6  | −4  | 1 |

| 11. června 2016 18:00    |        |           |                                                                                |
| Wales                    | 2 : 1  | Slovensko | Nouveau stade de Bordeaux, Bordeaux diváci: 37 831 rozhodčí: Svein Oddvar Moen |
| Bale 10' Robson-Kanu 81' | Report | Duda 61'  | Nouveau stade de Bordeaux, Bordeaux diváci: 37 831 rozhodčí: Svein Oddvar Moen |

| 11. června 2016 21:00 |        |                  |                                                                    |
| Anglie                | 1 : 1  | Rusko            | Stade Vélodrome, Marseille diváci: 62 343 rozhodčí: Nicola Rizzoli |
| Dier 73'              | Report | Berezuckij 90+2' | Stade Vélodrome, Marseille diváci: 62 343 rozhodčí: Nicola Rizzoli |

| 15. června 2016 15:00 |        |                      |                                                                   |
| Rusko                 | 1 : 2  | Slovensko            | Stade Pierre-Mauroy, Lille diváci: 38 989 rozhodčí: Damir Skomina |
| Glušakov 80'          | Report | Weiss 32' Hamšík 45' | Stade Pierre-Mauroy, Lille diváci: 38 989 rozhodčí: Damir Skomina |

| 16. června 2016 15:00     |        |          |                                                                   |
| Anglie                    | 2 : 1  | Wales    | Stade Bollaert-Delelis, Lens diváci: 34 033 rozhodčí: Felix Brych |
| Vardy 56' Sturridge 90+2' | Report | Bale 42' | Stade Bollaert-Delelis, Lens diváci: 34 033 rozhodčí: Felix Brych |

| 20. června 2016 21:00 |        |                                |                                                                     |
| Rusko                 | 0 : 3  | Wales                          | Stadium Municipal, Toulouse diváci: 28 840 rozhodčí: Jonas Eriksson |
|                       | Report | Ramsey 11' Taylor 20' Bale 67' | Stadium Municipal, Toulouse diváci: 28 840 rozhodčí: Jonas Eriksson |

| 20. června 2016 21:00 |        |        |                                                                                        |
| Slovensko             | 0 : 0  | Anglie | Stade Geoffroy-Guichard, Saint-Étienne diváci: 39 051 rozhodčí: Carlos Velasco Carball |
|                       | Report |        | Stade Geoffroy-Guichard, Saint-Étienne diváci: 39 051 rozhodčí: Carlos Velasco Carball |

#### Skupina C
| Tým           | Z | V | R | P | VG | IG | +/- | B |
| ------------- | - | - | - | - | -- | -- | --- | - |
| Německo       | 3 | 2 | 1 | 0 | 3  | 0  | +3  | 7 |
| Polsko        | 3 | 2 | 1 | 0 | 2  | 0  | +2  | 7 |
| Severní Irsko | 3 | 1 | 0 | 2 | 2  | 2  | 0   | 3 |
| Ukrajina      | 3 | 0 | 0 | 3 | 0  | 5  | −5  | 0 |

| 12. června 2016 18:00 |        |               |                                                               |
| Polsko                | 1 : 0  | Severní Irsko | Allianz Riviera, Nice diváci: 33 742 rozhodčí: Ovidiu Hațegan |
| Milik 51'             | Report |               | Allianz Riviera, Nice diváci: 33 742 rozhodčí: Ovidiu Hațegan |

| 12. června 2016 21:00            |        |          |                                                                     |
| Německo                          | 2 : 0  | Ukrajina | Stade Pierre-Mauroy, Lille diváci: 43 035 rozhodčí: Martin Atkinson |
| Mustafi 19' Schweinsteiger 90+2' | Report |          | Stade Pierre-Mauroy, Lille diváci: 43 035 rozhodčí: Martin Atkinson |

| 16. června 2016 18:00 |        |                          |                                                                  |
| Ukrajina              | 0 : 2  | Severní Irsko            | Stade des Lumières, Lyon diváci: 51 043 rozhodčí: Pavel Královec |
|                       | Report | McAuley 49' McGinn 90+6' | Stade des Lumières, Lyon diváci: 51 043 rozhodčí: Pavel Královec |

| 16. června 2016 21:00 |        |        |                                                                     |
| Německo               | 0 : 0  | Polsko | Stade de France, Saint-Denis diváci: 73 648 rozhodčí: Björn Kuipers |
|                       | Report |        | Stade de France, Saint-Denis diváci: 73 648 rozhodčí: Björn Kuipers |

| 21. června 2016 18:00 |        |                    |                                                                       |
| Ukrajina              | 0 : 1  | Polsko             | Stade Vélodrome, Marseille diváci: 58 874 rozhodčí: Svein Oddvar Moen |
|                       | Report | Błaszczykowski 54' | Stade Vélodrome, Marseille diváci: 58 874 rozhodčí: Svein Oddvar Moen |

| 21. června 2016 18:00 |        |           |                                                                 |
| Severní Irsko         | 0 : 1  | Německo   | Parc des Princes, Paříž diváci: 44 125 rozhodčí: Clément Turpin |
|                       | Report | Gómez 30' | Parc des Princes, Paříž diváci: 44 125 rozhodčí: Clément Turpin |

#### Skupina D
| Tým        | Z | V | R | P | VG | IG | +/- | B |
| ---------- | - | - | - | - | -- | -- | --- | - |
| Chorvatsko | 3 | 2 | 1 | 0 | 5  | 3  | +2  | 7 |
| Španělsko  | 3 | 2 | 0 | 1 | 5  | 2  | +3  | 6 |
| Turecko    | 3 | 1 | 0 | 2 | 2  | 4  | −2  | 3 |
| Česko      | 3 | 0 | 1 | 2 | 2  | 5  | −3  | 1 |

| 12. června 2016 15:00 |        |            |                                                                 |
| Turecko               | 0 : 1  | Chorvatsko | Parc des Princes, Paříž diváci: 43 842 rozhodčí: Jonas Eriksson |
|                       | Report | Modrić 41' | Parc des Princes, Paříž diváci: 43 842 rozhodčí: Jonas Eriksson |

| 13. června 2016 15:00 |        |       |                                                                       |
| Španělsko             | 1 : 0  | Česko | Stadium Municipal, Toulouse diváci: 29 400 rozhodčí: Szymon Marciniak |
| Piqué 87'             | Report |       | Stadium Municipal, Toulouse diváci: 29 400 rozhodčí: Szymon Marciniak |

| 17. června 2016 18:00      |        |                         |                                                                                  |
| Česko                      | 2 : 2  | Chorvatsko              | Stade Geoffroy-Guichard, Saint-Étienne diváci: 40 000 rozhodčí: Mark Clattenburg |
| Škoda 76' Necid 89' (pen.) | Report | Perišić 37' Rakitić 59' | Stade Geoffroy-Guichard, Saint-Étienne diváci: 40 000 rozhodčí: Mark Clattenburg |

| 17. června 2016 21:00      |        |         |                                                              |
| Španělsko                  | 3 : 0  | Turecko | Allianz Riviera, Nice diváci: 33 409 rozhodčí: Milorad Mažić |
| Morata 34', 48' Nolito 37' | Report |         | Allianz Riviera, Nice diváci: 33 409 rozhodčí: Milorad Mažić |

| 21. června 2016 21:00 |        |                         |                                                                      |
| Česko                 | 0 : 2  | Turecko                 | Stade Bollaert-Delelis, Lens diváci: 32 836 rozhodčí: William Collum |
|                       | Report | B. Yılmaz 10' Tufan 65' | Stade Bollaert-Delelis, Lens diváci: 32 836 rozhodčí: William Collum |

| 21. června 2016 21:00      |        |           |                                                                            |
| Chorvatsko                 | 2 : 1  | Španělsko | Nouveau stade de Bordeaux, Bordeaux diváci: 37 245 rozhodčí: Björn Kuipers |
| N. Kalinić 45' Perišić 87' | Report | Morata 7' | Nouveau stade de Bordeaux, Bordeaux diváci: 37 245 rozhodčí: Björn Kuipers |

#### Skupina E
| Tým     | Z | V | R | P | VG | IG | +/- | B |
| ------- | - | - | - | - | -- | -- | --- | - |
| Itálie  | 3 | 2 | 0 | 1 | 3  | 1  | +2  | 6 |
| Belgie  | 3 | 2 | 0 | 1 | 4  | 2  | +2  | 6 |
| Irsko   | 3 | 1 | 1 | 1 | 2  | 4  | −2  | 4 |
| Švédsko | 3 | 0 | 1 | 2 | 1  | 3  | −2  | 1 |

| 13. června 2016 18:00 |        |                 |                                                                     |
| Irsko                 | 1 : 1  | Švédsko         | Stade de France, Saint-Denis diváci: 73 419 rozhodčí: Milorad Mažić |
| Hoolahan 48'          | Report | Clark 71' (vl.) | Stade de France, Saint-Denis diváci: 73 419 rozhodčí: Milorad Mažić |

| 13. června 2016 21:00 |        |                             |                                                                    |
| Belgie                | 0 : 2  | Itálie                      | Stade des Lumières, Lyon diváci: 55 408 rozhodčí: Mark Clattenburg |
|                       | Report | Giaccherini 32' Pellè 90+3' | Stade des Lumières, Lyon diváci: 55 408 rozhodčí: Mark Clattenburg |

| 17. června 2016 15:00 |        |         |                                                                    |
| Itálie                | 1 : 0  | Švédsko | Stadium Municipal, Toulouse diváci: 29 600 rozhodčí: Viktor Kassai |
| Éder 88'              | Report |         | Stadium Municipal, Toulouse diváci: 29 600 rozhodčí: Viktor Kassai |

| 18. června 2016 15:00         |        |       |                                                                   |
| Belgie                        | 3 : 0  | Irsko | Matmut Atlantique, Bordeaux diváci: 39 493 rozhodčí: Cüneyt Çakır |
| R. Lukaku 48', 70' Witsel 61' | Report |       | Matmut Atlantique, Bordeaux diváci: 39 493 rozhodčí: Cüneyt Çakır |

| 22. června 2016 21:00 |        |           |                                                                    |
| Itálie                | 0 : 1  | Irsko     | Stade Pierre-Mauroy, Lille diváci: 45 000 rozhodčí: Ovidiu Haţegan |
|                       | Report | Brady 85' | Stade Pierre-Mauroy, Lille diváci: 45 000 rozhodčí: Ovidiu Haţegan |

| 22. června 2016 21:00 |        |                |                                                            |
| Švédsko               | 0 : 1  | Belgie         | Allianz Riviera, Nice diváci: 35 000 rozhodčí: Felix Brych |
|                       | Report | Nainggolan 84' | Allianz Riviera, Nice diváci: 35 000 rozhodčí: Felix Brych |

#### Skupina F
| Tým         | Z | V | R | P | VG | IG | +/- | B |
| ----------- | - | - | - | - | -- | -- | --- | - |
| Maďarsko    | 3 | 1 | 2 | 0 | 6  | 4  | +2  | 5 |
| Island      | 3 | 1 | 2 | 0 | 4  | 3  | +1  | 5 |
| Portugalsko | 3 | 0 | 3 | 0 | 4  | 4  | 0   | 3 |
| Rakousko    | 3 | 0 | 1 | 2 | 1  | 4  | −3  | 1 |

| 14. června 2016 18:00 |        |                        |                                                                     |
| Rakousko              | 0 : 2  | Maďarsko               | Matmut Atlantique, Bordeaux diváci: 34 424 rozhodčí: Clément Turpin |
|                       | Report | Szalai 62' Stieber 87' | Matmut Atlantique, Bordeaux diváci: 34 424 rozhodčí: Clément Turpin |

| 14. června 2016 21:00 |        |               |                                                                              |
| Portugalsko           | 1 : 1  | Island        | Stade Geoffroy-Guichard, Saint-Étienne diváci: 38 742 rozhodčí: Cüneyt Çakır |
| Nani 31'              | Report | Bjarnason 50' | Stade Geoffroy-Guichard, Saint-Étienne diváci: 38 742 rozhodčí: Cüneyt Çakır |

| 18. června 2016 18:00    |        |                     |                                                                     |
| Island                   | 1 : 1  | Maďarsko            | Stade Vélodrome, Marseille diváci: 60 842 rozhodčí: Sergej Karasjov |
| G. Sigurðsson 40' (pen.) | Report | Sævarsson 88' (vl.) | Stade Vélodrome, Marseille diváci: 60 842 rozhodčí: Sergej Karasjov |

| 18. června 2016 21:00 |        |          |                                                                 |
| Portugalsko           | 0 : 0  | Rakousko | Parc des Princes, Paříž diváci: 43 000 rozhodčí: Nicola Rizzoli |
|                       | Report |          | Parc des Princes, Paříž diváci: 43 000 rozhodčí: Nicola Rizzoli |

| 22. června 2016 18:00           |        |            |                                                                        |
| Island                          | 2 : 1  | Rakousko   | Stade de France, Saint-Denis diváci: 65 714 rozhodčí: Szymon Marciniak |
| Böðvarsson 18' Traustason 90+4' | Report | Schöpf 60' | Stade de France, Saint-Denis diváci: 65 714 rozhodčí: Szymon Marciniak |

| 22. června 2016 18:00       |        |                           |                                                                   |
| Maďarsko                    | 3 : 3  | Portugalsko               | Stade des Lumières, Lyon diváci: 55 514 rozhodčí: Martin Atkinson |
| Gera 19' Dzsudzsák 47', 55' | Report | Nani 42' Ronaldo 50', 62' | Stade des Lumières, Lyon diváci: 55 514 rozhodčí: Martin Atkinson |

### Žebříček týmů na třetích místech
| Poz. | Sk. | Tým           | Z | V | R | P | VG | IG | +/- | B |
| ---- | --- | ------------- | - | - | - | - | -- | -- | --- | - |
| 1.   | B   | Slovensko     |   | 1 | 1 | 1 | 3  | 3  | 0   | 4 |
| 2.   | E   | Irsko         |   | 1 | 1 | 1 | 2  | 4  | −2  | 4 |
| 3.   | F   | Portugalsko   |   | 0 | 3 | 0 | 4  | 4  | 0   | 3 |
| 4.   | C   | Severní Irsko |   | 1 | 0 | 2 | 2  | 2  | 0   | 3 |
| 5.   | D   | Turecko       |   | 1 | 0 | 2 | 2  | 4  | −2  | 3 |
| 6.   | A   | Albánie       |   | 1 | 0 | 2 | 1  | 3  | −2  | 3 |

### Vyřazovací fáze

#### Pavouk
|  | Osmifinále                 | Osmifinále                |                            |       | Čtvrtfinále | Čtvrtfinále |  |  | Semifinále | Semifinále |  |  | Finále | Finále |
|  |                            |                           |                            |       |             |             |  |  |            |            |  |  |        |        |
|  | 25. června – Saint-Étienne |                           |                            |       |             |             |  |  |            |            |  |  |        |        |
|  |                            |                           |                            |       |             |             |  |  |            |            |  |  |        |        |
|  | Švýcarsko                  | 1 (4)                     |                            |       |             |             |  |  |            |            |  |  |        |        |
|  | Švýcarsko                  | 1 (4)                     | 30. června – Marseille     |       |             |             |  |  |            |            |  |  |        |        |
|  | Polsko (pen.)              | 1 (5)                     |                            |       |             |             |  |  |            |            |  |  |        |        |
|  | Polsko (pen.)              | 1 (5)                     | Polsko                     | 1 (3) |             |             |  |  |            |            |  |  |        |        |
|  | 25. června – Lens          |                           | Polsko                     | 1 (3) |             |             |  |  |            |            |  |  |        |        |
|  |                            | Portugalsko (pen.)        | 1 (5)                      |       |             |             |  |  |            |            |  |  |        |        |
|  | Chorvatsko                 | Portugalsko (pen.)        | 1 (5)                      | 0     |             |             |  |  |            |            |  |  |        |        |
|  | Chorvatsko                 |                           | 6. července – Lyon         | 0     |             |             |  |  |            |            |  |  |        |        |
|  | Portugalsko (prodl.)       | 1                         |                            |       |             |             |  |  |            |            |  |  |        |        |
|  | Portugalsko (prodl.)       | 1                         | Portugalsko                | 2     |             |             |  |  |            |            |  |  |        |        |
|  | 25. června – Paříž         |                           | Portugalsko                | 2     |             |             |  |  |            |            |  |  |        |        |
|  |                            | Wales                     | 0                          |       |             |             |  |  |            |            |  |  |        |        |
|  | Wales                      | Wales                     | 0                          | 1     |             |             |  |  |            |            |  |  |        |        |
|  | Wales                      | 1. července – Lille       |                            | 1     |             |             |  |  |            |            |  |  |        |        |
|  | Severní Irsko              | 0                         |                            |       |             |             |  |  |            |            |  |  |        |        |
|  | Severní Irsko              | 0                         | Wales                      | 3     |             |             |  |  |            |            |  |  |        |        |
|  | 26. června – Toulouse      |                           | Wales                      | 3     |             |             |  |  |            |            |  |  |        |        |
|  |                            | Belgie                    | 1                          |       |             |             |  |  |            |            |  |  |        |        |
|  | Maďarsko                   | Belgie                    | 1                          | 0     |             |             |  |  |            |            |  |  |        |        |
|  | Maďarsko                   |                           | 10. července – Saint-Denis | 0     |             |             |  |  |            |            |  |  |        |        |
|  | Belgie                     | 4                         |                            |       |             |             |  |  |            |            |  |  |        |        |
|  | Belgie                     | 4                         | Portugalsko (prodl.)       | 1     |             |             |  |  |            |            |  |  |        |        |
|  | 26. června – Lille         |                           | Portugalsko (prodl.)       | 1     |             |             |  |  |            |            |  |  |        |        |
|  |                            | Francie                   | 0                          |       |             |             |  |  |            |            |  |  |        |        |
|  | Německo                    | Francie                   | 0                          | 3     |             |             |  |  |            |            |  |  |        |        |
|  | Německo                    | 2. července – Bordeaux    |                            | 3     |             |             |  |  |            |            |  |  |        |        |
|  | Slovensko                  | 0                         |                            |       |             |             |  |  |            |            |  |  |        |        |
|  | Slovensko                  | 0                         | Německo (pen.)             | 1 (6) |             |             |  |  |            |            |  |  |        |        |
|  | 27. června – Saint-Denis   |                           | Německo (pen.)             | 1 (6) |             |             |  |  |            |            |  |  |        |        |
|  |                            | Itálie                    | 1 (5)                      |       |             |             |  |  |            |            |  |  |        |        |
|  | Itálie                     | Itálie                    | 1 (5)                      | 2     |             |             |  |  |            |            |  |  |        |        |
|  | Itálie                     |                           | 7. července – Marseille    | 2     |             |             |  |  |            |            |  |  |        |        |
|  | Španělsko                  | 0                         |                            |       |             |             |  |  |            |            |  |  |        |        |
|  | Španělsko                  | 0                         | Německo                    | 0     |             |             |  |  |            |            |  |  |        |        |
|  | 26. června – Lyon          |                           | Německo                    | 0     |             |             |  |  |            |            |  |  |        |        |
|  |                            | Francie                   | 2                          |       |             |             |  |  |            |            |  |  |        |        |
|  | Francie                    | Francie                   | 2                          | 2     |             |             |  |  |            |            |  |  |        |        |
|  | Francie                    | 3. července – Saint-Denis |                            | 2     |             |             |  |  |            |            |  |  |        |        |
|  | Irsko                      | 1                         |                            |       |             |             |  |  |            |            |  |  |        |        |
|  | Irsko                      | 1                         | Francie                    | 5     |             |             |  |  |            |            |  |  |        |        |
|  | 27. června – Nice          |                           | Francie                    | 5     |             |             |  |  |            |            |  |  |        |        |
|  |                            | Island                    | 2                          |       |             |             |  |  |            |            |  |  |        |        |
|  | Anglie                     | Island                    | 2                          | 1     |             |             |  |  |            |            |  |  |        |        |
|  | Anglie                     |                           |                            | 1     |             |             |  |  |            |            |  |  |        |        |
|  | Island                     | 2                         |                            |       |             |             |  |  |            |            |  |  |        |        |
|  | Island                     | 2                         |                            |       |             |             |  |  |            |            |  |  |        |        |

#### Osmifinále
| 25. června 2016 15:00 |            |                    |                                                                                  |
| Švýcarsko             | 1 : 1 (PP) | Polsko             | Stade Geoffroy-Guichard, Saint-Étienne diváci: 38 842 rozhodčí: Mark Clattenburg |
| Shaqiri 82'           | Report     | Błaszczykowski 39' | Stade Geoffroy-Guichard, Saint-Étienne diváci: 38 842 rozhodčí: Mark Clattenburg |

|                                                    |       | Penaltový rozstřel                               |  |
| Lichtsteiner Xhaka Shaqiri Schär Ricardo Rodríguez | 4 : 5 | Lewandowski Milik Glik Błaszczykowski Krychowiak |  |

| 25. června 2016 18:00 |        |               |                                                                  |
| Wales                 | 1 : 0  | Severní Irsko | Parc des Princes, Paříž diváci: 44 342 rozhodčí: Martin Atkinson |
| McAuley 75' (vl.)     | Report |               | Parc des Princes, Paříž diváci: 44 342 rozhodčí: Martin Atkinson |

| 25. června 2016 21:00 |            |               |                                                                               |
| Chorvatsko            | 0 : 1 (PP) | Portugalsko   | Stade Bollaert-Delelis, Lens diváci: 33 523 rozhodčí: Carlos Velasco Carballo |
|                       | Report     | Quaresma 117' | Stade Bollaert-Delelis, Lens diváci: 33 523 rozhodčí: Carlos Velasco Carballo |

| 26. června 2016 15:00 |        |                 |                                                                  |
| Francie               | 2 : 1  | Irsko           | Stade des Lumières, Lyon diváci: 56 279 rozhodčí: Nicola Rizzoli |
| Griezmann 58', 61'    | Report | Brady 2' (pen.) | Stade des Lumières, Lyon diváci: 56 279 rozhodčí: Nicola Rizzoli |

| 26. června 2016 18:00            |        |           |                                                                      |
| Německo                          | 3 : 0  | Slovensko | Stade Pierre-Mauroy, Lille diváci: 44 312 rozhodčí: Szymon Marciniak |
| Boateng 8' Gómez 43' Draxler 63' | Report |           | Stade Pierre-Mauroy, Lille diváci: 44 312 rozhodčí: Szymon Marciniak |

| 26. června 2016 21:00 |        |                                                          |                                                                    |
| Maďarsko              | 0 : 4  | Belgie                                                   | Stadium Municipal, Toulouse diváci: 28 921 rozhodčí: Milorad Mažić |
|                       | Report | Alderweireld 10' Batshuayi 78' Hazard 80' Carrasco 90+1' | Stadium Municipal, Toulouse diváci: 28 921 rozhodčí: Milorad Mažić |

| 27. června 2016 18:00     |        |           |                                                                    |
| Itálie                    | 2 : 0  | Španělsko | Stade de France, Saint-Denis diváci: 76 125 rozhodčí: Cüneyt Çakır |
| Chiellini 33' Pellè 90+1' | Report |           | Stade de France, Saint-Denis diváci: 76 125 rozhodčí: Cüneyt Çakır |

| 27. června 2016 21:00 |        |                                 |                                                              |
| Anglie                | 1 : 2  | Island                          | Allianz Riviera, Nice diváci: 33 901 rozhodčí: Damir Skomina |
| Rooney 4' (pen.)      | Report | R. Sigurðsson 6' Sigþórsson 18' | Allianz Riviera, Nice diváci: 33 901 rozhodčí: Damir Skomina |

#### Čtvrtfinále
| 30. června 2016 21:00 |            |             |                                                                 |
| Polsko                | 1 : 1 (PP) | Portugalsko | Stade Vélodrome, Marseille diváci: 62 940 rozhodčí: Felix Brych |
| Lewandowski 2'        | Report     | Sanches 33' | Stade Vélodrome, Marseille diváci: 62 940 rozhodčí: Felix Brych |

|                                       |       | Penaltový rozstřel                     |  |
| Lewandowski Milik Glik Błaszczykowski | 3 : 5 | Ronaldo Sanches Moutinho Nani Quaresma |  |

| 1. července 2016 21:00                    |        |                |                                                                   |
| Wales                                     | 3 : 1  | Belgie         | Stade Pierre-Mauroy, Lille diváci: 45 936 rozhodčí: Damir Skomina |
| A. Williams 31' Robson-Kanu 55' Vokes 86' | Report | Nainggolan 13' | Stade Pierre-Mauroy, Lille diváci: 45 936 rozhodčí: Damir Skomina |

| 2. července 2016 21:00 |            |                    |                                                                            |
| Německo                | 1 : 1 (PP) | Itálie             | Nouveau stade de Bordeaux, Bordeaux diváci: 38 764 rozhodčí: Viktor Kassai |
| Özil 65'               | Report     | Bonucci 78' (pen.) | Nouveau stade de Bordeaux, Bordeaux diváci: 38 764 rozhodčí: Viktor Kassai |

|                                                                         |       | Penaltový rozstřel                                                        |  |
| Kroos Müller Özil Draxler Schweinsteiger Hummels Kimmich Boateng Hector | 6 : 5 | Insigne Zaza Barzagli Pellè Bonucci Giaccherini Parolo De Sciglio Darmian |  |

| 3. července 2016 21:00                            |        |                                 |                                                                     |
| Francie                                           | 5 : 2  | Island                          | Stade de France, Saint-Denis diváci: 76 833 rozhodčí: Björn Kuipers |
| Giroud 12', 59' Pogba 20' Payet 43' Griezmann 45' | Report | Sigþórsson 56' B. Bjarnason 84' | Stade de France, Saint-Denis diváci: 76 833 rozhodčí: Björn Kuipers |

#### Semifinále
| 6. července 2016 21:00 |        |       |                                                                  |
| Portugalsko            | 2 : 0  | Wales | Stade des Lumières, Lyon diváci: 55 679 rozhodčí: Jonas Eriksson |
| Ronaldo 50' Nani 53'   | Report |       | Stade des Lumières, Lyon diváci: 55 679 rozhodčí: Jonas Eriksson |

| 7. července 2016 21:00 |        |                             |                                                                    |
| Německo                | 0 : 2  | Francie                     | Stade Vélodrome, Marseille diváci: 64 078 rozhodčí: Nicola Rizzoli |
|                        | Report | Griezmann 45+2' (pen.), 72' | Stade Vélodrome, Marseille diváci: 64 078 rozhodčí: Nicola Rizzoli |

#### Finále
Finále Mistrovství Evropy ve fotbale 2016 se uskutečnilo dne 10. července 2016 na Stade de France v Saint-Denis ve Francii. V utkání se střetly Portugalsko a Francie.
Vítěz hrál na Konfederačním poháru FIFA 2017, který se uskutečnil v Rusku.
| 10. července 2016 21:00 |        |         |                                                                        |
| Portugalsko             | 1 : 0  | Francie | Stade de France, Saint-Denis diváci: 75 868 rozhodčí: Mark Clattenburg |
| Éder 109'               | Report |         | Stade de France, Saint-Denis diváci: 75 868 rozhodčí: Mark Clattenburg |

## Statistiky hráčů

### Střelci
Přehled střelců šampionátu
6 gólů
- Antoine Griezmann

3 góly
- Olivier Giroud
- Dimitri Payet
- Cristiano Ronaldo
- Nani
- Álvaro Morata
- Gareth Bale

2 góly
- Romelu Lukaku
- Radja Nainggolan
- Ivan Perišić
- Mario Gómez
- Balázs Dzsudzsák
- Robbie Brady
- Birkir Bjarnason
- Kolbeinn Sigþórsson
- Graziano Pellè
- Jakub Błaszczykowski
- Bogdan Stancu
- Hal Robson-Kanu

1 gól
- Armando Sadiku
- Eric Dier
- Wayne Rooney
- Daniel Sturridge
- Jamie Vardy
- Toby Alderweireld
- Michy Batshuayi
- Yannick Carrasco
- Eden Hazard
- Axel Witsel
- Tomáš Necid
- Milan Škoda
- Paul Pogba
- Nikola Kalinić
- Luka Modrić
- Ivan Rakitić
- Wes Hoolahan
- Jón Daði Böðvarsson
- Gylfi Sigurðsson
- Ragnar Sigurðsson
- Arnór Ingvi Traustason
- Leonardo Bonucci
- Éder
- Emanuele Giaccherini
- Giorgio Chiellini
- Zoltán Gera
- Zoltán Stieber
- Ádám Szalai
- Jérôme Boateng
- Julian Draxler
- Shkodran Mustafi
- Mesut Özil
- Bastian Schweinsteiger
- Robert Lewandowski
- Arkadiusz Milik
- Ricardo Quaresma
- Renato Sanches
- Éder
- Alessandro Schöpf
- Vasilij Berezuckij
- Děnis Glušakov
- Gareth McAuley
- Niall McGinn
- Ondrej Duda
- Marek Hamšík
- Vladimír Weiss
- Nolito
- Gerard Piqué
- Admir Mehmedi
- Xherdan Shaqiri
- Fabian Schär
- Ozan Tufan
- Burak Yılmaz
- Aaron Ramsey
- Neil Taylor
- Sam Vokes
- Ashley Williams

1 vlastní branka
- Ciaran Clark (proti Švédsku)
- Birkir Már Sævarsson (proti Maďarsku)
- Gareth McAuley (proti Walesu)

## Hodnota týmů
Skupina ING provedla v dubnu 2016 průzkum přestupových cen hráčů účastnických týmů Eura 2016, z jejichž součtu odhadla hodnoty jednotlivých národních družstev v eurech. Nejdražším hráčem šampionátu se stal Portugalec Cristiano Ronaldo, jehož cena za přestup byla odhadována na 103 milionů eur, což je stejná cena jako všech hráčů Islandu, Severního Irska a Maďarska na turnaji dohromady. Druhým pak byl Velšan Gareth Bale s hodnotou 75 milionů eur, což znamenalo téměř 47 % hodnoty celé velšské reprezentace. Nejhodnotnějším týmem se stalo Španělsko, jehož nejdražším hráčem byl středopolař Sergio Busquets s částkou cca 47 milionů eur.
| EURO 2016: Ekonomická hodnota týmů | EURO 2016: Ekonomická hodnota týmů | EURO 2016: Ekonomická hodnota týmů | EURO 2016: Ekonomická hodnota týmů | EURO 2016: Ekonomická hodnota týmů | EURO 2016: Ekonomická hodnota týmů |
| P                                  | družstvo                           | hodnota                            | P                                  | družstvo                           | hodnota                            |
| ---------------------------------- | ---------------------------------- | ---------------------------------- | ---------------------------------- | ---------------------------------- | ---------------------------------- |
| 1.                                 | Španělsko                          | 658 000 000 €                      | 13                                 | Rusko                              | 135 000 000 €                      |
| 2.                                 | Německo                            | 566 000 000 €                      | 14.                                | Ukrajina                           | 120 000 000 €                      |
| 3.                                 | Francie                            | 493 000 000 €                      | 15.                                | Rakousko                           | 119 000 000 €                      |
| 4.                                 | Belgie                             | 452 000 000 €                      | 16.                                | Slovensko                          | 85 000 000 €                       |
| 5.                                 | Anglie                             | 447 000 000 €                      | 17.                                | Irsko                              | 83 000 000 €                       |
| 6.                                 | Itálie                             | 314 000 000 €                      | 18.                                | Švédsko                            | 81 000 000 €                       |
| 7.                                 | Portugalsko                        | 305 000 000 €                      | 19.                                | Česko                              | 65 000 000 €                       |
| 8.                                 | Chorvatsko                         | 260 000 000 €                      | 20.                                | Rumunsko                           | 59 000 000 €                       |
| 9.                                 | Polsko                             | 174 000 000 €                      | 21.                                | Island                             | 40 000 000 €                       |
| 10.                                | Turecko                            | 171 000 000 €                      | 22.                                | Albánie                            | 38 000 000 €                       |
| 11.                                | Švýcarsko                          | 170 000 000 €                      | 23.                                | Severní Irsko                      | 35 000 000 €                       |
| 12.                                | Wales                              | 160 000 000 €                      | 24.                                | Maďarsko                           | 28 000 000 €                       |

## Maskot a oficiální skladba
Maskotem mistrovství byl malý fotbalista a superhrdina jménem Super Victor. Byl oděný v modrobílém dresu domácí reprezentace s číslem 16 na hrudi, které symbolizovalo rok konání, a na zádech nosil červený plášť s logem šampionátu. Oficiální skladbou byla „This One's for You“ od francouzského DJ Davida Guetty ve spolupráci se švédskou zpěvačkou Zarou Larsson.